# Sparagmia rusina
Sparagmia rusina là một loài bướm đêm trong họ Crambidae.